# 陳文茜
陳 文茜（ちん ぶんせん）は、台湾の政治家、女性ニュースキャスター。

## 経歴
宜蘭県羅東鎮に生まれた。台湾大学法律系法学組卒。ニュースクール大学歴史社会学博士課程修了。
1980年代に中国時報アメリカ州版副刊主編を務めた。EEIレコード公司の総経理を経て、民進党中央党部文宣部主任を務めた。2001年から2004年にかけて立法委員を務めた。キャスターとしてはTVBS「女人開講」、年代産経台「財富新聞」、飛碟電台「飛碟午餐」、中天資訊台「文茜小妹大」の司会者を歴任、同時に勁報董事長兼発行人を務め、中天新聞台で「文茜世界周報」に出演。香港のテレビでも鳳凰衛視で「解碼陳文茜」という政治評論番組を持っている。民主進歩党離党後は陳水扁を批判する発言を行っている。